# Cacopsylla insignita
Cacopsylla insignita är en insektsart som först beskrevs av Leonard D. Tuthill 1943.  Cacopsylla insignita ingår i släktet Cacopsylla och familjen rundbladloppor. Inga underarter finns listade i Catalogue of Life.